# Draba grayana
Draba grayana là một loài thực vật có hoa trong họ Cải. Loài này được (Rydb.) C.L.Hitchc. mô tả khoa học đầu tiên năm 1941.